# Virtex (FPGA)
Virtex es la familia insignia de los productos desarrollados por Xilinx. Otras líneas de productos actuales incluyen Kintex (gama media) y Artix (bajo costo), cada uno incluyendo configuraciones y modelos optimizados para diferentes aplicaciones. Se retiró de la serie de bajo costo Spartan.
Los FPGAs de Virtex suelen programar en lenguajes de descripción de hardware como VHDL o Verilog, utilizando el software de Xilinx ISE o Vivado Design Suite.
Los productos de FPGAs de Xilinx han sido reconocidos por EE Times, EDN y otros por su innovación e impacto en el mercado.

## Arquitectura
La serie de FPGAs Virtex se basa en bloques lógicos configurables (CLBs), donde cada CLB es equivalente a múltiples puertas ASIC. Cada CLB se compone de varios sectores, que difieren en la construcción entre las familias Virtex.
Los FPGA de Virtex incluyen un bloque I/O de control de pines de entrada/salida en el chip Virtex, que soporta una gran variedad de normas de señalización. Por defecto todos los pines en modo "entrada" (alta impedancia) . Los pines I/O se agrupan en bancos de I/O, donde cada banco puede soportar una tensión diferente.
Además de la lógica FPGA configurable, los FPGA de Virtex incluyen hardware de función fija para los multiplicadores, la memoria, los núcleos de microprocesadores, FIFO y lógicas ECC, bloques DSP, controladores de PCI Express, bloques de Ethernet MAC, y transceptores de serie de alta velocidad.
Algunos miembros de la familia Virtex (como el Virtex-5QX ) están disponibles en envases resistentes a la radiación, para aplicaciones del espacio exterior.

## Familias

### Virtex-II
Las familias Virtex-II y Virtex-II Pro se consideran dispositivos heredados, y no se recomiendan para su uso en nuevos diseños, aunque todavía se producen por Xilinx para los diseños existentes.

### Virtex-4
La familia Virtex-4 es considerada como dispositivo heredado, y no se recomienda su uso en nuevos diseños, aunque todavía se producen por Xilinx para los diseños existentes.
FPGAs de Virtex-4 han sido utilizados para el ALICE (A Large Ion Collider Experiment) en el laboratorio europeo CERN, en la frontera franco-suiza para mapear y desentrañar las trayectorias de miles de partículas subatómicas.

### Virtex-5
El Virtex-5 LX y el LXT están destinados para aplicaciones de lógica intensiva y el Virtex-5 SXT es para aplicaciones de DSP. Con el Virtex-5 , Xilinx cambió el tejido de la lógica de LUT de cuatro entradas a una de seis entradas LUT. Con la creciente complejidad de las funciones lógicas combinacionales requeridas por diseños SoC, el porcentaje de caminos combinacionales que requieren múltiples LUT de cuatro entradas se había convertido en un cuello de botella de rendimiento y de enrutamiento. El nuevo LUT de seis entradas representaba un compromiso entre un mejor manejo de las funciones combinacionales cada vez más complejas, a expensas de una reducción en el número absoluto de LUTs por dispositivo. La serie Virtex-5 es un diseño de 65nm fabricado con tecnología de proceso de 1,0 V, de triple-óxido.

### Virtex-6
La familia Virtex-6 se basa en un proceso de 40nm para sistemas electrónicos de cálculo intensivo, y la compañía afirma que consume 15 por ciento menos energía y tiene un 15 por ciento del rendimiento mejorado sobre la competencia de FPGAs de 40nm.

### Virtex-7
La familia Virtex-7 se basa en un diseño de 28nm y se afirma que ofrece una mejora del rendimiento del sistema de dos veces la potencia y 50 por ciento menos energía en comparación con la generación anterior de dispositivos Virtex-6. Además, Virtex-7 duplica el ancho de banda de memoria en comparación con la generación anterior de FPGAs de Virtex con 1.866 Mbit/s de memoria de rendimiento de interfaz y más de dos millones de células lógicas.

### Virtex-7 (3D)
En 2011, Xilinx comenzó a enviar cantidades muestra del Virtex-7 2000T FPGA, que combina cuatro FPGAs más pequeños en un solo paquete, colocándolos en un bloque de interconexión de silicio especial (llamado mediador) para entregar 6800 millones de transistores en un solo chip grande. La interposición ofrece 10,000 vías de datos entre las FPGAs individuales - aproximadamente 10 a 100 veces más de lo que normalmente estaría disponible en un tablero - para crear un solo FPGA. En 2012, usando la misma tecnología 3D, Xilinx introdujo envíos iniciales de su Virtex-7 H580T FPGA, un dispositivo heterogéneo, llamado así porque comprende dos FPGA y un transceptor de 8 canales de 28Gbit/s en el mismo paquete.
Como Xilinx introduce nuevos FPGAs con alta capacidad 3D, incluyendo Virtex-7 2000T y Virtex-7 H580T, estos dispositivos comenzaron a superar la capacidad del software de diseño de Xilinx, lo que llevó a la compañía a rediseñar completamente su conjunto de herramientas. El resultado fue la introducción de la Vivado Design Suite, lo que reduce el tiempo necesario para la lógica programable y de diseño de I/O, y acelera la integración y la implementación de sistemas en comparación con el software anterior.

### Virtex UltraScale
El Virtex UltraScale es una arquitectura de FPGAs de última generación basada en un proceso de 20nm , introducida en mayo de 2014.  El UltraScale es un " FPGA 3D" que contiene hasta 4,4 millones de celdas lógicas, y utiliza hasta 45% menos potencia contra generaciones anteriores, con un 50% más barato.

### SoC
Las familias de FPGAs Virtex-II Pro, Virtex-4 , Virtex-5, y Virtex- 6, incluyen hasta dos núcleos IBM PowerPC embebidos, y están dirigidos a las necesidades de los diseñadores del sistema en chip (SoC).